# Hymenoepimecis heteropus
Hymenoepimecis heteropus är en stekelart som först beskrevs av Joseph Kriechbaumer 1890.  Hymenoepimecis heteropus ingår i släktet Hymenoepimecis och familjen brokparasitsteklar. Inga underarter finns listade i Catalogue of Life.